# Rodney Rowland
Rodney Glen Rowland (ur. 20 lutego 1964 w Newport Beach) – amerykański aktor telewizyjny i filmowy.

## Życiorys

### Wczesne lata
Urodził się w Newport Beach, w stanie Kalifornia jako najmłodsze z czworga dzieci zawodowej pływaczki i pastora. Uczęszczał do prywatnej szkoły chrześcijańskiej Pepperdine University w Malibu.

### Kariera
Podjął pracę jako model. Brał udział w wielu sesjach reklamowych znanych projektantów mody takich jak Calvin Klein, J. Crew czy Perry Ellis. W latach 80. i 90. można było zobaczyć go w katalogach „GQ”. Fotograf Bruce Weber zachęcił go, by spróbował aktorstwa.
Zadebiutował na dużym ekranie rolą surfera w komedii Pod Boardwalk (Under the Boardwalk, 1989). Pojawiał się gościnnie w serialach: Słoneczny patrol (Baywatch, 1995), Z Archiwum X (The X Files, 1997), Czarodziejki (Charmed, 2004), Weronika Mars (Veronica Mars, 2005−2006), Kości (Bones, 2006) i Życie na fali (The O.C., 2006). Przełomem na srebrnym ekranie była rola porucznika Coopera Hawksa w serialu sci-fi 20th Century Fox Gwiezdna eskadra (Space: Above and Beyond, 1995–1996).

### Życie prywatne
W latach 1997–1998 spotykał się z Gillian Anderson.

### Filmografia

#### filmy fabularne
- 1989: Pod Boardwalk (Under the Boardwalk) jako Surfer #1
- 1995: Po prostu spojrzenie (Just Looking) jako Lech
- 2000: Szósty dzień (The 6th day) jako P. Wiley
- 2000: Blue Iguana (Dancing at the Blue Iguana) jako Charlie
- 2001: Soulkeeper jako Corey Mahoney
- 2001: Panika (Panic) jako Neil
- 2002: Brudna forsa (Run for the Money) jako Butch
- 2003: Pokerzyści (Shade) jako Jeff
- 2006: Pan Złota Rączka (Mr. Fix It) jako Tip
- 2007: Wiem, kto mnie zabił (I Know Who Killed Me) jako Kenny Scaife

#### filmy TV
- 1995: Gdyby ktoś się dowiedział... (If Someone Had Known) jako Doug Pettit
- 1996: Zagubione serca (Hearts Adrift) jako Rowdy Heller
- 1996: Prawo do obrony (Marshal Law) – Butchie
- 1999: Namiętność i zbrodnia (A Crime of Passion) jako były chłopak Marci

#### seriale TV
- 1995: Słoneczny patrol (Baywatch) jako Bud
- 1995–1996: Gwiezdna eskadra (Space: Above and Beyond) jako Cooper Hawkes
- 1997: Z Archiwum X (The X Files) jako Edward Jerse
- 1997–1998: Baza Pensacola (Pensacola: Wings of Gold) jako porucznik Robert 'Bobby' Griffin
- 1998: Mieć i trzymać (To Have & to Hold) jako Paolo
- 1998: Witamy w Paradox (Welcome to Paradox) jako Daniel Grey/C7
- 2000: Cień anioła (Dark Angel) jako Mitch – mąż Valerie
- 2001: CSI: Kryminalne zagadki Las Vegas jako Gavin Pallard
- 2001: Misja w czasie (Seven Days) jako komandor William Streck
- 2002: Gliniarze bez odznak (Fastlane) jako Dallas Roberts
- 2002: V.I.P. jako Ryan Hill
- 2002: Silne lekarstwo (Strong Medicine) jako Jake Dantona
- 2003: Anioł ciemności (Angel) jako Corbin Fries
- 2004: Czarodziejki (Charmed) jako Rick Gittridge
- 2005−2006: Weronika Mars (Veronica Mars) jako Liam Fitzpatrick
- 2006: Kości (Bones) jako Dane McGinnis
- 2006: Życie na fali (The O.C.) jako Jack Harper
- 2006: Bez śladu (Without a Trace) Vince Weaver
- 2007: Lincoln Heights jako Greg
- 2007: Trawka (Weeds) jako Ches
- 2012: Zabójcze umysły (Criminal Minds) jako Doug Summers
- 2013: Castle jako Mick Linden
- 2016: Podejrzany (Secrets and Lies) jako Jake
- 2017: Twin Peaks jako Chuck

#### filmy krótkometrażowe
- 2006: Nie do zdarcia (Riptide) jako Chip